# Università di Rochester
L'Università di Rochester (University of Rochester, in inglese) è un'università privata di ricerca a Rochester, New York.

## Storia
L'università è una dei 62 membri della prestigiosa Association of American Universities (associazione delle università americane).
Fondata nel 1850 durante la breve presidenza di Zachary Taylor, offre programmi di laurea, bachelor, master e livelli di dottorato in svariate discipline.